# Blåvit screening

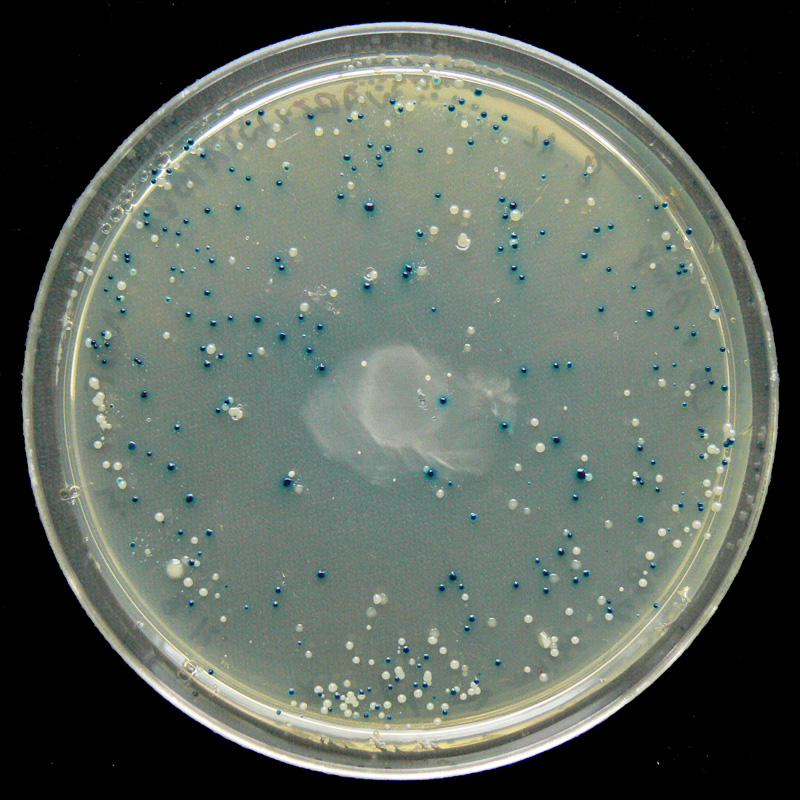
Blåvit selektion.

Blåvit screening, blåvit selektion, är en molekylärbiologisk metod där man genom att studera E. coli-bakteriekoloniers färg kan avgöra om de har tagit upp en viss plasmid eller annan vektor med en önskvärd gen. Vektorn innehåller också en gen som ger resistens mot antibiotikumet ampicillin, så bakterier som inte har tagit upp någon vektor dör om de får växa på ampicillinplatta. Bakterier som har tagit upp rekombinanta vektorer (med den önskvärda genen) kan inte bryta ned ämnet X-gal till ett blått färgämne och blir vita, medan bakterier som har tagit upp vektorer utan den önskvärda genen kan bryta ned X-gal och blir blå.
För att användas i denna metod måste vektorn ha markörer för blåvit screening. Vektorn bär genen lacZ' som kodar för α-domänen av β-galaktosidas (intakt β-galaktosidas=lacZ-genen). Utan α-domänen är inte β-galaktosidas intakt och är därmed inte funktionellt. Uttrycket av lacZ' kontrolleras av sekvenser från lac-operonet som sitter uppströms i vektorn. Om laktos finns närvarande kan genen lacZ' uttryckas och α-delen av β-galaktosidas kan uttryckas. Då fås ett funktionellt β-galaktosidas som innehåller båda delarna. Detta kallas α-komplementering. β-galaktosidas är ett av enzymerna som bryter ner laktos till glukos och galaktos. I laboratoriemiljö används istället laktosanalogen IPTG som inte kan brytas ner av β-galaktosidas och som därför aktiverar lacZ'. Färgmarkören X-gal tillsätts för att ge selektionsmöjlighet. Då den hydrolyseras i närvaro av β-galaktosidas bildar den blå produkt. Vektorn som används har den egenskapen att polylinkern ligger i lacZ’-genen. Då ett DNA-fragment sätts in där kommer lacZ-genen att förstöras genom att den skiljs från sin promotor och transkription av genen kan inte starta. Ingen blå färg bildas, kolonierna blir vita. Blå kolonier är tomma, det vill säga att de innehåller vektorer som är återligerade (de har inte tagit upp DNA). Vita kolonier har tagit upp främmande DNA i polylinkern. De vita kolonierna är de önskvärda.
Insert inom lacZ ger vita kolonier.
Insert utanför lacZ eller inget insert ger blåa kolonier.